# 古庄亨
古庄 亨（ふるしょう とおる、1978年3月11日 - ）は、京都府出身のフットサル選手・フットサル指導者・サッカー指導者。ポジションはゴレイロ。

## 経歴

### 選手時代
京都府出身。小学生の時にサッカーを始め、京都外大西高等学校、中京大学、トヨタ蹴球団でサッカー選手としてプレーした。その後ブラジルに渡り、フットサルクラブのCRヴァスコ・ダ・ガマフットサルでプレーした。
日本帰国後の2004年にはグッドウィル・カスカヴェウ（後のペスカドーラ町田）に加入。2006年のFリーグ発足時にもペスカドーラ町田でプレーした。2009年にはタイのチョンブリー・ブルーウェーブFCに所属した。

### 指導者時代
現役引退後は北澤豪が主宰するサッカースクールのフットボールコミュニケーションアカデミーでコーチを務めた。その後ブラジルに渡り、フットサルスクールの
アレグリアスポーツアカデミー・サンパウロでコーチを務めている。
日本サッカー協会(JFA)指導者ライセンスはサッカーC級、フットサルC級、GK-C級を取得している。またサンパウロ州フットサル連盟指導者ライセンスを取得している。

## 選手歴
サッカー
- 京都外大西高等学校
- 中京大学
- トヨタ蹴球団

フットサル
- CRヴァスコ・ダ・ガマフットサル
- 2004年-2007年  カスカヴェウ東京/ペスカドーラ町田
- 2009年  チョンブリー・ブルーウェーブFC